# Novosiolovca
Novosiolovca è un comune della Moldavia situato nel distretto di Taraclia di 1.289 abitanti al censimento del 2004.